# Karamzininranta
Karamzininranta (en français : rive de Karamzin) est une voie de circulation douce du quartier Kluuvi  d'Helsinki en Finlande.

## Présentation
Karamzininranta croise Töölönlahdenkatu au sud, puis elle longe la Maison Finlandia et la Villa d'Hakasalmi avant de se terminer à proximité de la baie Töölönlahti. 
Karamzininranta borde les quartiers d'Etu-Töölö et de Kluuvi. 
À l'est de Karamzininranta se trouve le parc de Töölönlahti.

## Étymologie
La rue porte le nom d'Aurora Karamzin. 
À Helsinki, la  rue d'Aurora, le pont d'Aurora et l'hôpital d'Aurora portent ausi son nom.

## Galerie

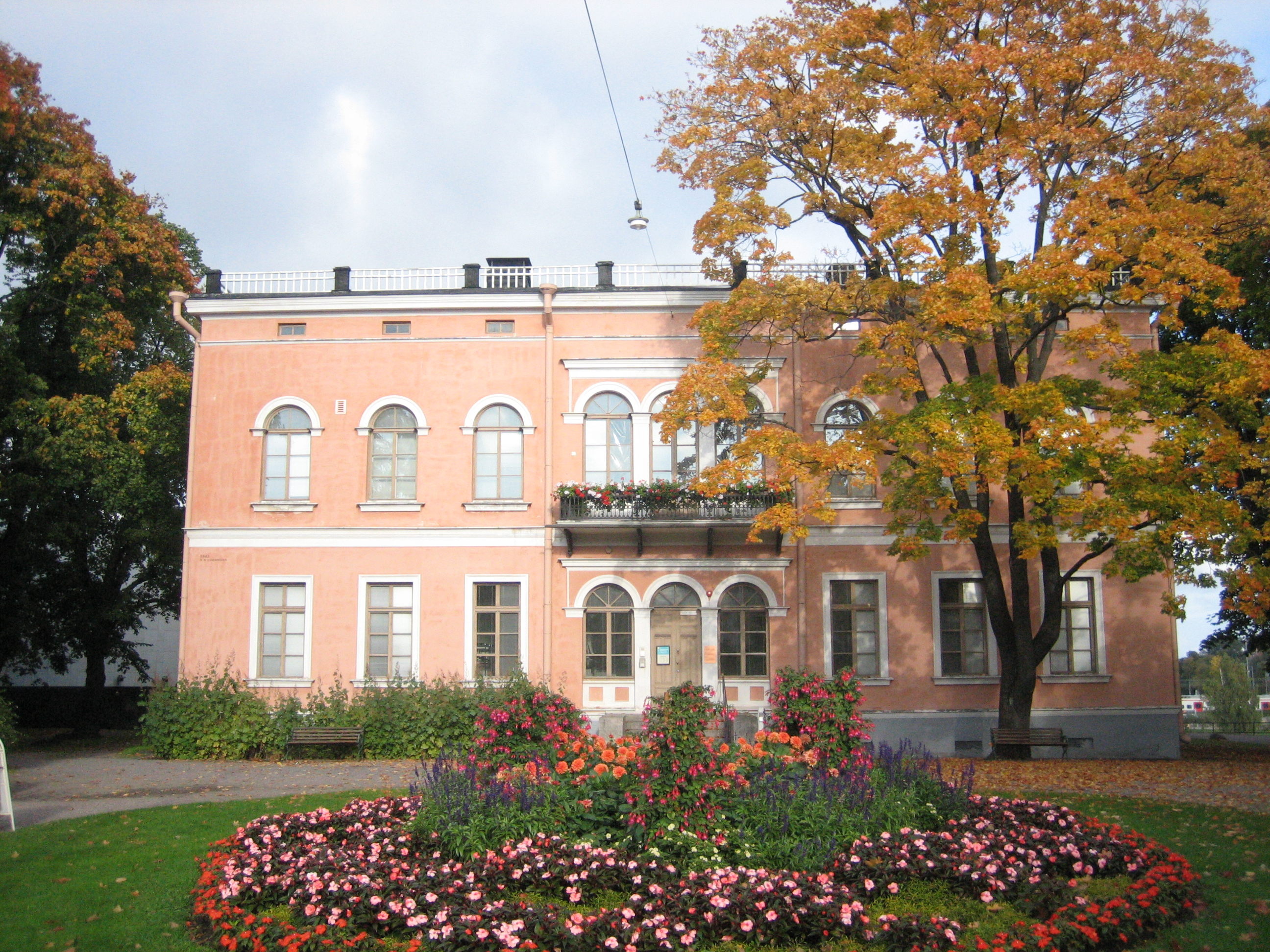
Villa d'Hakasalmi
Karamzininranta 2